# Selwyn Griffiths
Selwyn Griffiths (Pontypool, 8 de octubre de 1941) es un ex-piloto británico de motociclismo, que participó en el Campeonato del Mundo de Motociclismo desde 1965 hasta 1975 en la carrera de 250cc del Gran Premio de Yugoslavia.

## Biografía
Selwyn Griffiths fue muy conocido en las isla británicas y se especializó en las carreras dentro del Reino Unido. En 1962, el galés corrió la carrera de Manx Grand Prix y consiguió la victoria en 1964 en la categoría senior. Un año después, debutaría en el Mundial de velocidad corriendo el TT Isla de Man, una carrera que disputaría de forma continuada durante 10 años. Un debut que causó sensación al acabar en quinto puesto en la categoría Senior. En esta carrera, disputó 28 carreras y su mejor clasificación dentro de la era Mundial de esta carrera fue un cuarto puesto en la categoría Senior de la edición de 1971. Cuando la TT fue eliminada del calendario mundial, Griffiths consiguió dos podios en forma de terceros puestos. En 1987, el galés regresó a las carreras del Manx Grand Prix con una Cowles Matchless donde logró dos podios en 1987 y 1989.
Es padre del también piloto Jason Griffiths, también muy conocido en los círculos de las carreras británicas.

## Resultados en el Campeonato del Mundo
Sistema de puntuación desde 1950 hasta 1968:
| Posición | 1 | 2 | 3 | 4 | 5 | 6 |
| Puntos   | 8 | 6 | 4 | 3 | 2 | 1 |

Sistema de puntuación desde 1969 en adelante:
| Posición | 1  | 2  | 3  | 4 | 5 | 6 | 7 | 8 | 9 | 10 |
| Puntos   | 15 | 12 | 10 | 8 | 6 | 5 | 4 | 3 | 2 | 1  |

(Carreras en negrita indica pole position; carreras en cursiva indica vuelta rápida)
| Año  | Clase | Moto             | 1     | 2     | 3       | 4       | 5       | 6      | 7     | 8     | 9     | 10      | 11    | 12    | 13    | Pts | Pos  |
| ---- | ----- | ---------------- | ----- | ----- | ------- | ------- | ------- | ------ | ----- | ----- | ----- | ------- | ----- | ----- | ----- | --- | ---- |
| 1965 | 350cc | AJS              |       | GER - |         |         | IOM 19  | NED -  |       | RDA - | CZE - | ULS -   | FIN - | NAT - | JPN - | 0   | -    |
| 1965 | 500cc | Matchless        |       | GER - |         |         | IOM 5   | NED -  | BEL - | RDA - | CZE - | ULS 9   | FIN - | NAT - | JPN - | 2   | 23.º |
| 1966 | 250cc | Royal Enfield    | ESP - | GER - | FRA -   | NED -   | BEL -   | RDA -  | CZE - | FIN - | ULS 4 | IOM -   | NAT - | JPN - |       | 3   | 20.º |
| 1966 | 350cc | AJS              | ESP - | GER - | FRA -   | NED -   |         | RDA -  | CZE - | FIN - | ULS - | IOM 15  | NAT - | JPN - |       | 0   | -    |
| 1966 | 500cc | Matchless        |       | GER - |         | NED -   | BEL -   | RDA -  | CZE - | FIN - | ULS 7 | IOM Ret | NAT - |       |       | 0   | -    |
| 1967 | 350cc | Cowes AJS        |       | GER - |         | IOM 17  | NED -   |        | RDA - | CZE - |       | ULS -   | NAT - |       | JPN - | 0   | -    |
| 1967 | 500cc | Cowes Matchless  |       | GER - |         | IOM Ret | NED -   | BEL -  | RDA - | CZE - | FIN - | ULS -   | NAT - | CAN - |       | 0   | -    |
| 1968 | 350cc | Cowes AJS        | GER - |       | IOM Ret | NED -   |         | RDA -  | CZE - |       | ULS - | NAT -   |       |       |       | 0   | -    |
| 1968 | 500cc | Matchless        | GER - | ESP - | IOM 19  | NED -   | BEL -   | RDA -  | CZE - | FIN - | ULS - | NAT -   |       |       |       | 0   | -    |
| 1969 | 350cc | Cowes Matchless  | ESP - | GER - |         | IOM 6   | NED -   |        | RDA - | CZE - | FIN - | ULS -   | NAT - | YUG - |       | 5   | 26.º |
| 1969 | 500cc | Matchless        | ESP - | GER - | FRA -   | IOM 8   | NED -   | BEL -  | RDA - | CZE - | FIN - | ULS -   | NAT - | YUG - |       | 3   | 45.º |
| 1970 | 350cc | Cowes AJS        | GER - |       | YUG -   | IOM 21  | NED -   |        | RFA - | CZE - | FIN - | ULS -   | NAT - | ESP - |       | 0   | -    |
| 1970 | 500cc | Matchless        | GER - | FRA - | YUG -   | IOM 7   | NED -   | BEL -  | RFA - |       | FIN - | ULS -   | NAT - | ESP - |       | 4   | 37.º |
| 1971 | 350cc | Cowles Yamaha    | AUT - | GER - | IOM Ret | NED -   |         | RDA -  | CZE - | SWE - | FIN - | ULS -   | NAT - | ESP - |       | 0   | -    |
| 1971 | 500cc | Cowles Matchless | AUT - | GER - | IOM 4   | NED -   | BEL -   | RDA -  |       | SWE - | FIN - | ULS -   | NAT - | ESP - |       | 8   | 20.º |
| 1972 | 350cc | Yamaha           | GER - | FRA - | AUT -   | NAT -   | IOM 6   | YUG -  | NED - |       | RDA - | CZE -   | SWE - | FIN - | ESP - | 9   | 20.º |
| 1972 | 500cc | Matchless        | GER - | FRA - | AUT -   | NAT -   | IOM 7   | YUG -  | NED - | BEL - | RDA - | CZE -   | SWE - | FIN - | ESP - | 4   | 36.º |
| 1973 | 350cc | Yamaha           | FRA - | AUT - | GER -   | NAT -   | IOM Ret | YUG -  | NED - |       | CZE - | SWE -   | FIN - | ESP - |       | 0   | -    |
| 1973 | 500cc | Matchless        | FRA - | AUT - | GER -   |         | IOM 9   | YUG -  | NED - | BEL - | CZE - | SWE -   | FIN - | ESP - |       | 2   | 46.º |
| 1974 | 350cc | Cowles Yamaha    | FRA - | GER - | AUTR -  | NAT -   | IOM 17  | NED -  |       | SWE - | FIN - | CZE -   | YUG - | ESP - |       | 0   | -    |
| 1974 | 500cc | Cowles Matchless | FRA - | GER - | AUTR -  | NAT -   | IOM 9   | NED -  | BEL - | SWE - | FIN - | CZE -   |       |       |       | 2   | 32.º |
| 1975 | 350cc | Yamaha           | FRA - | ESP - | AUT -   | GER -   | NAT -   | IOM 17 | NED - |       |       | FIN -   | CZE - | YUG - |       | 0   | -    |
| 1975 | 500cc | Yamaha           | FRA - |       | AUT -   | GER -   | NAT -   | IOM 15 | NED - | BEL - | SWE - | FIN -   | CZE - |       |       | 0   | -    |